# Сидори (Золочівський район)
Сидори́ — село в Україні, в Буській міській громаді Золочівського району Львівської області. Орган місцевого самоврядування — Буська міська рада. Населення становить 82 особи. До 2020 року села Сидори, Ожидів, Йосипівка, Павлики, Янгелівка, Закомар'я, Застав'є підпорядковувалися Ожидівській сільській раді.

## Географія
Відстань до обласного центру становить 73 км, до районного центру — 24 км, до центру громади становить 21 км, що проходять автошляхами обласного та місцевого значення. Відстань до найближчої залізничної станції Ожидів-Олесько — 4 км.

## Населення
За даними всеукраїнського перепису населення 2001 року у селі мешкало 82 особи.

### Мова
Розподіл населення за рідною мовою за даними перепису 2001 року був наступним:
| українська | 79 | 96,34 |
| російська  | 3  | 3,66  |